# تاجنة
تاجنة إحدى بلديات ولاية الشلف دائرة أبو الحسن. تقع على بعد 38 كلم شمال غرب مقر ولاية الشلف يحدها في الشمال الشرقي بلدية أبو الحسن ومن الشمال الغربي بلدية المصدق ومن الجنوب الشرقي بلدية الصبحة ومن الجنوب الغربي بلدية أولاد فارس ومن الشرق بوزغاية ومن الغرب بلدية الهرانفة. ترتفع 600 متر عن سطح البحر، وتقدر المساحة الإجمالية لبلدية تاجنة 127 كلم2 ويبلغ عدد سكانها 21156 نسمة حسب إحصائيات 1998م.
بلدية تاجنة ذات طابع فلاحي حيث نجد أن معظم السكان بالإضافة إلى التجارة يعتمدون على الزراعة وأهم المنتوجات هي الحبوب بأنواعها والأشجار المثمرة كالكروم والزيتون والتين والأشجار الغابية في الجهة الشمالية.
توجد بتاجنة عدة فروع بلدية كمنطقة سيدي زيان والتي تعتبر من أكبر القرى بعد تاجنة من حيث عدد السكان وكذلك تليها منطقة ظهر المداح، توجد بتاجنة أكبر مقبرة في الشلف والتي تقع في منطقة سيدي زيان والمسماة بـ (توڨناوت)

## التعليم
توجد بتاجنة عدة مدارس ومتوسطات من بينها 5 متوسطات ثلاثة منها في البلدية واثنان منها خارجها وبالتحديد في سيدي زيان وظهر المداح
وبها 15 مدرسة ابتدائية، وثانوية زوڨاري لخضر و ثانوية حباشي عبد القادر

## النشاط الرياضي
تحتوي البلدية على عدة فرق رياضية لكرة القدم من بينها الاتحاد الرياضي للبلدية تاجنة Irbt الذي تأسس سنة 1971، وكذلك نادي النجم الصاعد سيدي زيان NSZ والذي تأسس سنة 2014، نجد أيضا جمعية أمل تاجنة للكراتي.

## النشاط الإجتماعي
يتمثل النشاط الاجتماعي في جمعية كافل اليتيم بتاجنة والتي لها مركزان لدور الشباب وقاعة للرياضة. 
كذلك هناك الجمعية الجزائرية لترقية المواطنة وحقوق الإنسان مكتب بلدية تاجنة والتي لها نشاطات في المجال التربوي والبيئي والتطوعي والصحي ولها عدة إسهامات أثناء المواعيد والأعياد الوطنية والدينية.